# Boswellia
Boswellia es un género de árboles conocidos por sus resinas aromáticas, las cuales tienen muchos usos farmacéuticos, particularmente como antiinflamatorios. El incienso bíblico fue probablemente un extracto de la resina de Boswellia sacra. Hay cuatro especies de Boswellia que producen este incienso, teniendo diversas calidades.  Comprende 40 especies descritas y de estas, solo 30 aceptadas.

## Taxonomía
El género fue descrito por Roxburgh y Colebrooke y publicado en Asiatic Researches 9: 379, en 1807. La especie tipo es: Boswellia serrata

## Propiedades
- Boswellia ha sido utilizada ampliamente en la medicina ayurvédica.
- En el oeste de África la corteza de Boswellia dalzielii se utiliza para tratar las fiebres, reumatismos y problemas gastro-intestinales.

## Especies aceptadas
A continuación se brinda un listado de las especies del género Boswellia aceptadas hasta octubre de 2013, ordenadas alfabéticamente. Para cada una se indica el nombre binomial seguido del autor, abreviado según las convenciones y usos.
- B. ameero Balf.f.
- B. boranensis Engl.
- B. bricchettii (Chiov.) Chiov.
- B. bullata Thulin
- B. carteri Flueck
- B. chariensis Guillaumin
- B. dalzielii Hutch.
- B. dioscoridis Thulin
- B. elegans Engl.
- B. elongata Balf.f.
- B. frereana Birdw.
- B. globosa Thulin
- B. hildebrandtii Engl.
- B. holstii Engl.
- B. madagascariensis Capuron
- B. microphylla Chiov.
- B. multifoliolata Engl.
- B. nana Hepper
- B. neglecta S.Moore
- B. occidentalis Engl.
- B. odorata Hutch.
- B. ogadensis Vollesen
- B. ovalifoliolata N.P.Balakr. & A.N.Henry
- B. papyrifera (Del.) Hochst.
- B. pirottae Chiov.
- B. popoviana Hepper
- B. rivae Engl.
- B. ruspoliana Engl.
- B. sacra Flueck.
- B. serrata Roxb. ex Colebr.
- B. socotrana John Hutton Balfour.